# Gheorghe Munteanu (pictor)
Gheorghe Munteanu (n. 31 octombrie 1934, Olișcani, raionul Șoldănești, Republica Moldova – d. 21 ianuarie 2018, Chișinău, Republica Moldova) a fost un pictor și profesor sovietic și moldovean, titular al Ordinului de Onoare (2004), Artist al Poporului (2010) și lucrător de artă onorat din Republica Moldova (1996).

## Biografie
S-a născut în satul Olișcani (acum în raionul Șoldănești, Republica Moldova) din județul Orhei, Basarabia, (România interbelică). În 1952, după absolvirea școlii secundare din satul natal, a intrat la Școala Republicană de Artă „A. Repin” (în prezent Colegiul de Arte Plastice „Alexandru Plămădeală”) din Chișinău, pe care l-a absolvit eminent în 1959. În 1964 a intrat la Institutul de Artă de Stat din Kiev (acum Academia Națională de Arte Plastice și Arhitectură), departamentul de pictură monumentală de  atelier, condus de academiciana Tatiana Iablonskaia.
Și-a început activitatea didactică după absolvirea Școlii Republicane de Artă, deodată în patru instituții de învățământ din capitala Moldovei. În anii 1959-1960 a fost profesor la Școala de Artă pentru copii „Șciușev”. În 1960-1964 a deschis o filială a Școlii de Artă pentru copii la Școala-internat Nr. 1 din Chișinău și a devenit primul profesor al acestei instituții, și, în același timp a predat în studioul de artă de seară al orașului. Din 1959 până în 1964 a predat și la Școala Republicană de Artă. După absolvirea Institutului de Artă din Kiev din 1970 până în 1976, a continuat să predea la Școala Republicană de Artă. În 1972 s-a alăturat Uniunii Artiștilor din URSS. Din 1976 până în 1980 a fost profesor-șef al internatului de artă pentru copii republican „Igor Vieru” din Chișinău. În anii 1987-2009 a fost profesor, șef de departament, metodolog, șef de birou metodologic pentru discipline specializate la Colegiul Republican de Artă „Alexandru Plămădeală”.

## Cariera artistică
A petrecut expoziții personale la Sevastopol (1958), Olișcani (1981, 1982, 2007), Dănceni (1985), Mașcăuți (1986) și  Chișinău (1970, 1975, 1993, 2000, 2004, 2006, 2007, 2009, 2014, 2015),. De asemenea, a participat la expoziții de grup în Moscova (1961), Cehoslovacia (1966), Polonia (1967), Bulgaria (1974), Armenia (1976), Ungaria (1994), Turcia (1995), România (în anii 1991-2012). 
O expoziție post-mortem a fost petrecută în decembrie 2019.

## Lucrări
- Vrabie Gh. Gheorghe Munteanu / Gh. Vrabie. — Atelier, N2 3-4, 2003;
- Vrabie Gh. Pictura lui Gheorghe Munteanu / Gh. Vrabie. — Literatura și Arta, 01.05.2003;
- Спыну К. Творчество художника Георгия Мунтяну / К. Спыну. — Кишинев: Cartea Moldovei, 2004;
- Calinin A. Gheorghe Munteanu: pictură, grafică, arta monumentală / A. Calinin. — Capitala, 23.10.2004;
- Pînzaru M. Gheorghe Munteanu, între pictură, grafică, arta monumentală / M. Pînzaru. — Timpul de dimineață, 05.11.2004;
- Colesnic Iu. ?/ Iu. Colesnic. — Ora Satului, 05.11.2004;
- Popescu L. Ca o lecție a vieții, calea artistului Gh. Munteanu / L. Popescu. — Literatura și Arta, 06.01.2005;
- Ciobanu C. O intîlnire cu arta adevarată / C. Ciobanu. — Faclia, 09.12.2006;
- Raileanu E. Gheorghe Munteanu — oprește timpul prin culoare / E. Răileanu. — Literatura și Arta, 26.04.2007;
- Munteanu G. File din activitatea didactica a plasticianului Gheorghe Munteanu / Gh. Munteanu. — Chișinău, 2009;
- Stati L. Gheorghe Munteanu o viata in culori / L. Stati. — Vip Fashion, nr.4, 2009;
- Ciobanu R. Omagiu profesorului iubit / R. Ciobanu. — Literatura și Arta, 29.10.2009;
- Alergus O. 75 de ani, dintre care 50 în slujba artei / O. Alergus. — Saptamîna, 30.10.2009;
- Gheorghita E. Trimis de Dumnezeu pe pământ / E. Gheorghita. — Literatura și Arta, 20.10.2011;
- Мигулина T. Юбилей художника / T. Мигулина. — Экономическое обозрение, 18.07.2014;
- Braga T. Gheorghe Munteanu: maestru rarisim întru creativitate / T. Braga. — Literatura și Arta, 24.07.2014;
- Куликова Л. Реальный мир Георгия Мунтяну / Л. Куликова. — Панорама, 19.12.2014.